# Фронтовые бригады (театры)
Фронтовые театры и бригады — профессиональные театральные коллективы в годы Великой Отечественной войны, выезжавшие с представлениями в части РККА и РККФ на фронтах и в прифронтовых районах, военизированные учреждения в тылу (эвакопункты, госпитали и др.). За годы войны артисты провели для советских воинов 1 миллион 350 тысяч спектаклей, концертов, творческих встреч — не было ни одной части, где бы ни побывали фронтовые театры и бригады. Вместе с Красной Армией артисты прошли весь путь войны.

## Филиалы фронтовых бригад
Из самых знаменитых артистов Вахтанговского, Малого, Ленинградского театра драмы им А. С. Пушкина, Ленинградского Большого драматического театра им. М. Горького и др. были созданы фронтовые филиалы.
- Фронтовой оперный театр.

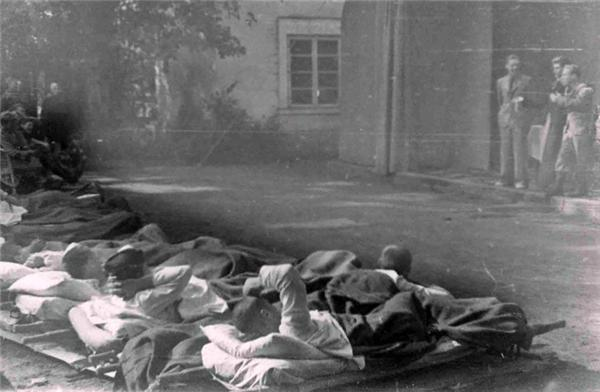
Фронтовая бригада Вахтанговского театра показывает спектакль для лежачих раненых. 1-й Украинский фронт, Польша, Рытвяны, 1944 год

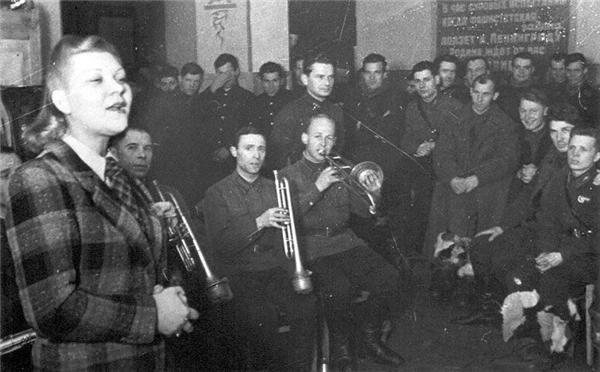
Выступление Клавдии Шульженко перед бойцами. Ленинградский фронт, 1941 год

- В спектаклях и концертах фронтовых театров принимали участие национальные коллективы, артисты всех поколений, представители всех жанров.
- Фронтовые театральные коллективы в действующей армии.
- Ведущая роль в деле создания фронтовых бригад, а затем и фронтовых театров принадлежала Всероссийскому театральному обществу (ВТО). У истоков этих театров стояли видные деятели советского сценического искусства — А. А. Яблочкина, Ю. А. Завадский, А. Д. Дикий, С. М. Михоэлс, А. А. Гончаров, И. М. Туманов, Е. Ф. Дзиган, Н. П. Акимов.
- 21 июня 1941 года артисты Малого театра во главе с Н. А. Анненковым играли шефский концерт в красноармейском гарнизоне под Ковелем, где 22-го уже шли бои, и актёры, продолжая работу в войсках, стали фактически передвижной фронтовой бригадой.
- На положение фронтовой бригады перешла группа артистов Театра Красной Армии.
- Деятельностью фронтовых бригад руководил штаб, созданный в Москве при Центральном Доме работников искусств (ЦДРИ).
- К работе фронтовых бригад предъявлялись требования в духе военного времени: мобильность, готовность и способность выступать в непосредственной близости к передовой, играть везде — на палубах военных кораблей, под открытым небом, на аэродромах, в землянках, в блиндажах, на вокзалах, в агитпунктах, в медсанбатах, на лесных полянах, в оврагах.
- Всего работало около 4 тысяч фронтовых бригад.
  - Во фронтовых бригадах принимали участие 42 тысячи актёров, многие выступали на фронтах по 300 раз.
- Кроме концертов, некоторые бригады создавали публицистические представления, подчиненные конкретной боевой задаче.
  - Использовались отрывки из сочинений и речей государственных деятелей, сводки Совинформбюро, приказы Верховного главнокомандующего и эпизоды из новых военных пьес.
  - Для фронтового театра было написано около 700 одноактных пьес.

В работе фронтовых бригад участвовали ведущие мастера советского театрального искусства: Н. К. Черкасов, М. И. Царёв, Н. П. Хмелёв, В. И. Качалов, Е. Н. Гоголева, А. Ф. Борисов, Б. Г. Добронравов, И. В. Ильинский, А. П. Зуева, И. М. Москвин, А. К. Тарасова, П. М. Садовский, Е. Д. Турчанинова, А. А. Остужев, Е. П. Корчагина-Александровская, В. Н. Пашенная, В. Н. Рыжова, М. М. Тарханов, К. В. Скоробогатов и другие.
В фронтовых бригад работали ведущие представители советской эстрады и кинематографа.

## Специальное оборудование фронтовых бригад

Лидия Русланова и конферансье Михаил Гаркави на фронтовом концерте.
Южный фронт, 1941 год

- Вначале фронтовые театры и бригады не имели специального оборудования.
- Позже у них появились грузовики с откидными бортами, грим, костюмы, реквизит.
- В репертуаре были и многоактные пьесы, их сокращали, чтобы действие не длилось более полутора часов:
  - «Парень из нашего города» К. М. Симонова,
  - «Профессор Мамлок» Фр. Вольфа и др.
  - А. Н. Толстой для фронтового театра написал антифашистский памфлет «Фюрер».
- Программы фронтовых бригад строились по принципу сборного концерта:
  - сценки
  - монологи
  - отрывки из драматических спектаклей
  - номера артистов цирка
  - сатирические скетчи
  - оперные арии, кукольники
  - чтецы.
- Фронтовые театры, обосновавшиеся в прифронтовой полосе, были менее оперативны.
  - Располагая сильными и сравнительно стабильными труппами, они обычно получали «базу», где можно было днем репетировать, а вечером играть спектакли, но кроме этих спектаклей в войсках шла основная концертная работа этих коллективов.
- Фронтовыми театрами становились и театральные коллективы городов, в которые пришла война.
  - Театром Западного фронта стал Смоленский областной театр во главе с режиссёром Е. Асеевым.
  - Как фронтовые театры продолжили свою работу Театр Киевского военного округа под руководством Б. Норда
  - Театр Северного флота под руководством В. Плучека
  - Театр Краснознаменного Балтийского флота под руководством А. Пергамента.
- 20 июля 1941 года в Ленинграде возник театр Народного ополчения.
  - Актёры этого театра были вооружены, в дни блокады некоторые участники труппы погибли.
- 18 октября 1942 года в Ленинграде открылся Городской театр (Блокадный).
  - Труппа состояла из оставшихся актёров разных коллективов.

## Известные люди
Владимир Петрович Бата́лов (6 (19) сентября 1902 — 14 марта 1964) — советский режиссёр и актёр.
Во время Великой Отечественной войны возглавлял фронтовые бригады.
Евге́ний Проко́пьевич Бусы́гин (22 декабря 1913/2 января 1914, Казань — 15 февраля 2008, там же) — казанский этнограф, профессор Казанского университета, музыкант-мультиинструменталист.
В ноябре 1940 года Евгений Бусыгин был призван в армию и направлен в 93-ю стрелковую дивизию (Читинская область), где он служил в музыкальном взводе — играл на трубе. В 1941 году 93-я дивизия участвовала в Битве за Москву. Музыканты были прикреплены к штабу дивизии, исполняя обязанности курьеров и адъютантов, иногда и санитаров. В феврале 1942 года Е. П. Бусыгин был принят в ВКП(б), и вскоре под Малоярославцем был ранен в голову. После выздоровления был прикреплён к Ансамблю песни и пляски 20-й Армии. Ансамбль обслуживал фронтовые бригады артистов и много гастролировал.

## Известные концертные организации
Пермская краевая филармония — концертная организация. Имеет задачи: расширять круг любителей музыкального искусства, формировать культурную среду и насыщать её новыми культурными событиями.
В годы Великой Отечественной войны около 20 артистов давали концерты в сельских районах области, были созданы две фронтовые концертно-агитационные бригады.

## В кино
Работе фронтовых бригад посвящён российский телевизионный сериал «Жди меня».